# Zkřížený syndrom

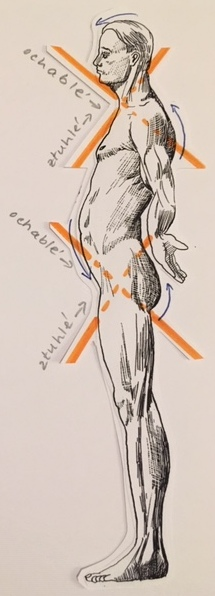
Horní a dolní zkřížený syndrom podle prof. Vladimíra Jandy

Zkřížený syndrom je typ svalové dysbalance, který poprvé definoval profesor Vladimír Janda, jeden z protagonistů Pražské myoskeletální školy. Při svých vyšetřeních postřehl, že velké množství pacientů má při pohledu z boku dvě pomyslné křižující se linie v ramenním a pánevním pletenci. Tyto linie spojují skupiny svalů ochablých a naopak svalů zkrácených a ztuhlých (na přední i zadní části těla).
Poznatek korespondoval s Jandovým předchozím odhalením dvou základních skupin svalů – posturálních a fázických – s jejich specifiky k ochabování (fázické svaly), resp. tuhnutí (posturální svaly). Dnes je pojem zkřížený syndrom fyzioterapeuty široce uznáván.

## Zkřížené linie
- Předsunuté držení hlavy se zvětšenou lordózou krční páteře:

Vpředu zkrácené flexory šíje - m. longissimus cervicis, m. longissimus capitits, m. omohyoideus, m. thyroideus, mm. scaleni, m. sternocleidomastoideus a vzadu ztuhlé svaly šíje, krční část vzpřimovače trupu a m. trapezius
- Předsunuté držení ramen s odstáváním lopatek:

Vpředu zkrácené prsní svaly a vzadu ochablé mezilopatkové svaly
- Zvětšené kyfotické zakřivení hrudní páteře:

Vpředu zkrácené prsní svaly a vzadu ochablý široký sval zádový.
- Nedostatečný dechový vztlak bránice.

- Zvětšené lordotické zakřivení bederní páteře:

Vpředu ochablé přímé svaly břišní a vzadu zkrácený dolní vzpřimovač páteře
- Zvýšený pánevní sklon s břichem vyklenutým vpřed:

Vpředu ochablé břišní svaly a vzadu napnuté svaly stehen /hamstringy/, ochablé hýždě, lýtkové svaly a svaly plosky nohy
- Valgotické postavení kolen, "nohy ixovky", "šmajdání", ploché nohy.

## Etiogeneze
Zkřížený syndrom vzniká zejména vlivem sedavého stylu života, kdy dochází ve svalovém aparátu k dysbalancím. Tyto zpočátku reverzibilní svalové kontraktury přecházejí do skeletálních struktur resp. do trvalé postury člověka. Příčinou však není jen poloha sama, jde i o ztrátu vnímání fyziologicky správného polohocitu těla, což má vliv na další aktivity jako chůze, stoj, dýchání, trávení, krevní oběh atd. Správná postura je vědomý proces, jemuž se člověk učí od mládí.

## Prevence
Prevence spočívá v zachovávání správné postury při všech činnostech i při relaxaci, v dostatečném a různorodém pohybu s hlubokou ventilací. Vhodné jsou protahovací cviky spolu s posilováním ochablých svalových skupin (léčebná tělesná výchova), nácvik polohocitu a sebekorekce pracovní polohy, myoskeletální terapie aj.